# Lapitiguana
Lapitiguana impensa este o specie dispărută de iguanid gigant, originară din Fiji, care atingea aproximativ 1,5 metri lungime. Se presupune că această specie s-a stins odată cu colonizarea umană a arhipelagului, acum circa 3000 de ani.
Toate iguanele din Fiji existente aparțin genului Brachylophus, alături de o specie dispărută din Tonga (Brachylophus gibbonsi). Cele mai apropiate rude vii ale iguanelor polineziene se găsesc în America.